# Hemsjön (Österåkers socken, Uppland, 660644-164839)
Hemsjön är en våtmark, tidigare sjö i Österåkers kommun i Uppland och ingår i Norrtäljeån-Åkerströms kustområde. Sjöns area är 0,047 kvadratkilometer och den är belägen 36 meter över havet.